# Nióbium
A nióbium a periódusos rendszer egy kémiai eleme. Charles Hatchett angol vegyész fedezte fel. Vegyjele Nb, rendszáma 41. Az átmenetifémek közé tartozik. A vegyületeiben általában három vagy öt vegyértékű.
Világosszürke színű fém. A keménysége a kovácsoltvaséhoz hasonló.
Nevét Niobé thébai királylányról, Tantalosz leányáról kapta, ui. a nióbium rendszerint a tantállal együtt fordul elő.

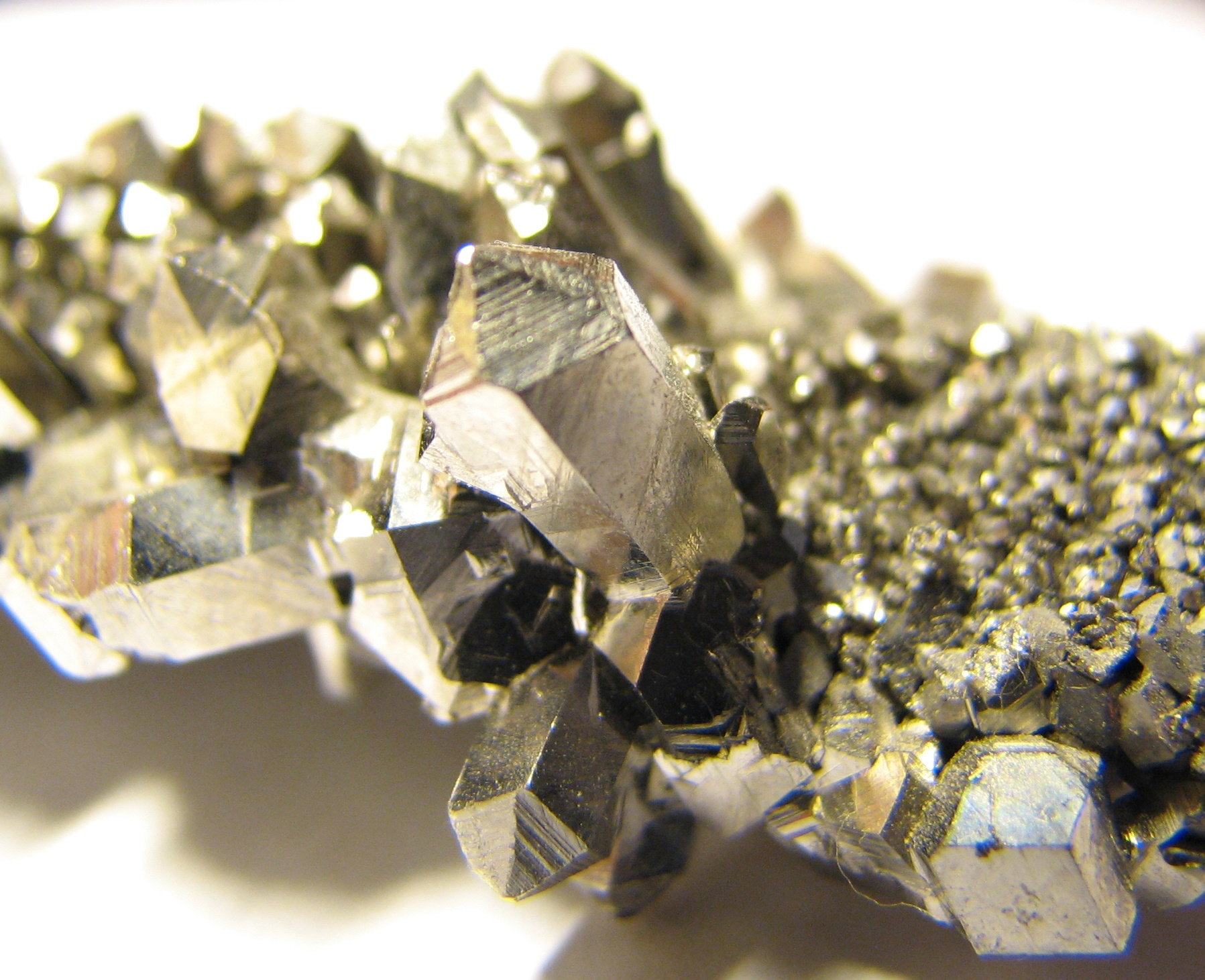
Nióbium kristályok

## Kémiai tulajdonságai
Magasabb hőmérsékleten reakcióba lép klórral, jóddal, nitrogénnel, foszforral, kénnel. Hevítés hatására szénnel is reagál, karbidot képez. Szobahőmérsékleten vízzel nem reagál, de az izzó nióbium hidrogént fejleszt a vízből. Nem oldódik savakban, még a királyvíz sem támadja meg. Egyedül a hidrogén-fluorid oldja. A nióbiumot a nátrium-hidroxid és a kálium-hidroxid olvadéka megtámadja.

## Előfordulása
A természetben a kolumbit nevű ásványként található meg. Ez lényegében a vas és a mangán niobátja.

## Izotópjai
A nióbiumnak egy, a természetben előforduló, stabil izotópja van. Emellett sok radioaktív izotópját előállították mesterségesen.

## Előállítása
Az előállításához a nióbium-érceket először dúsítják, majd kálium-hidrogén-szulfáttal olvasztják össze, így tárják fel. Lehűlés után aprítják, majd forró vízzel kezelik. Ekkor vízben oldhatatlan alakban marad vissza a tantál, illetve a nióbium.  Majd hidrogén-fluoriddal reagáltatják kálium-fluorid jelenlétében. Az ekkor keletkező kálium-fluor-tantalátot és kálium-fluor-niobátot frakcionált kristályosítással választják el. A nióbium fémkalciummal végzett redukcióval szabadítható fel.

## Felhasználása
Különleges acélok készítéséhez használják. Ezeket az acélokat leggyakrabban az autóiparban, a kőolaj- és földgázkitermelő platformok építéséhez, illetve a kőolaj- és földgáz szállítására szolgáló csővezetékek, egyenirányítók, rakéták és turbinák készítésére használják.
Oxidjait lencsék, fényáteresztő bevonatok, kondenzátorok,
katalizátorok előállítására használják.
A nióbium-diszelenid kenőanyagként alkalmazható.
Nióbium alapú mágneseket használnak az LHC gyorsítójában a részecskenyalábok irányítására. (A gyorsító építése alatt a világ teljes nióbium-termelésének közel 80%-át az LHC-be építették be.)